# Kopervik
Kopervik es una ciudad situada en el municipio de Karmøy, en la provincia de Rogaland, Noruega. Tiene una población estimada, a inicios de 2023, de 11 690 habitantes.
Es el centro administrativo del municipio.

## Historia
La ciudad fue un municipio desde 1866 hasta 1965, cuando se unió a otros siete municipios para crear el municipio de Karmøy. Es una de las tres ciudades de Karmøy. Es también un centro de transporte para barcos con destino a Bergen y Stavanger.
Según cuenta la leyenda, el rey Sverre I de Noruega ordenó la construcción de un castillo de madera en la entrada del puerto. Por eso, una parte de Kopervik se llama Treborg, que significa literalmente «castillo de madera». Sin embargo, no existe ninguna prueba de su existencia.